# 트리플로이다이트
트리플로이다이트(Triploidite)는 화학식 (Mn, Fe)
2[[PO
4]]OH을 가진 흔치 않은 망가니즈 철 인산염 광물이다. 이것은 단사정계 결정계에서 결정화되며, 일반적으로 길고 줄무늬가 있는 가느다란 프리즘 형태로 나타나는데, 기둥형에서 섬유질 형태까지 다양하다. 결정은 분홍색에서 황갈색 또는 적황색을 띨 수 있다.
이것은 1878년 코네티컷주 페어필드군 브랜치빌의 브랜치빌 채석장에서 처음 기술되었다. 이름은 트리플라이트와의 유사성에서 유래했다.
일반적으로 화강암 페그마타이트의 1차 인산염 광물의 열수 변질 산물로 발생한다. 트리플라이트, 리튬휘석, 트리필라이트, 에오스포라이트, 디킨슨나이트 및 능망가니즈광과 함께 발견된다.
이것은 철이 풍부한 울페아이트와 고용체 계열을 형성한다.

## 같이 보기
- 광물 분류
- 광물 목록